# Gymnolaemata
Gymnolaemata is een klasse van kolonievormende mosdiertjes van de stam Bryozoa. De afzonderlijke leden van een kolonie (ook wel zoïden genoemd) hebben een omhulsel dat gedeeltelijk uit kalk bestaat. De zoïden staan met elkaar in verbinding via gaatjes of poriën in hun wanden, en zijn doosvormig of cilindervormig. 
Een bekende soort is Sertella beanina (ook wel Retepora beania of Retepora cellulosa genoemd), van de Familie Sertellidae. Deze soort  vormt fraaie netvormige kolonies tot 10 cm in doorsnede. Hij komt voor op schaduwrijke overhangende rotsen en in grotten van de Middellandse Zee en het Noordoosten van de Atlantische Oceaan.  
De mosdiertjes -niet groter dan een halve millimeter- zijn met het blote oog nauwelijks waar te nemen. Zij bouwen een huisje van kalk om zich heen, en wapperen met hun trilharen planktonorganismen naar zich toe, die met de kleine tentakels gevangen worden.

## Taxonomie
- Klasse: Gymnolaemata
  - Orde: Cheilostomatida
  -  Orde: Ctenostomatida